# Chiesa di San Piero a Monticelli
La chiesa di San Pietro a Monticelli è un luogo di culto cattolico che si trova a Firenze, all'angolo tra via Pisana e via di Soffiano.

## Storia e descrizione
Citata dal 1051 fra i beni dell'abbazia benedettina di Sant'Antimo, dal 1345 fu sede di un monastero femminile, che si uniformò poi alla regola benedettina.
Nei primi anni del Cinquecento venne realizzato il portico, nel Seicento la chiesa fu decorata in stile barocco e nel 1779 divenne parrocchia. In seguito, il monastero fu occupato da suore di vari ordini e dal 1817 dalle Suore Stabilite nella Carità.
L'interno ad unica navata è ornato all'altare maggiore da un gruppo in terracotta riferibile al Cieco di Gambassi. Un Crocifisso di scuola giottesca, attribuito al Maestro del Crocifisso Corsi, è stato restaurato e ricollocato nella parete sinistra. L'Annunciazione è opera giovanile di Jacopo Ligozzi.
Nel convento rimangono alcuni affreschi del Cinquecento e del Seicento, fra cui un'Ultima Cena nel refettorio.

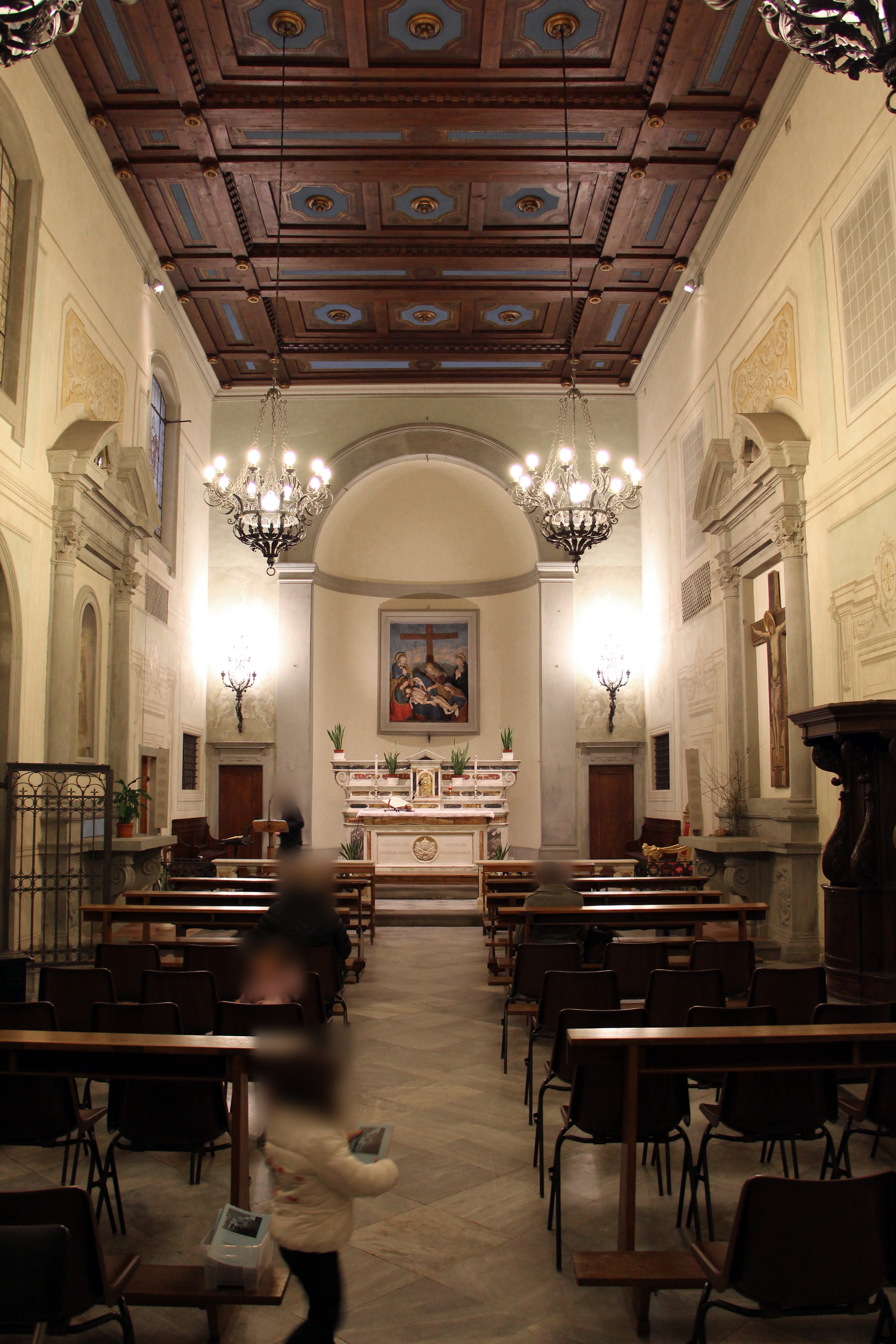
L'interno
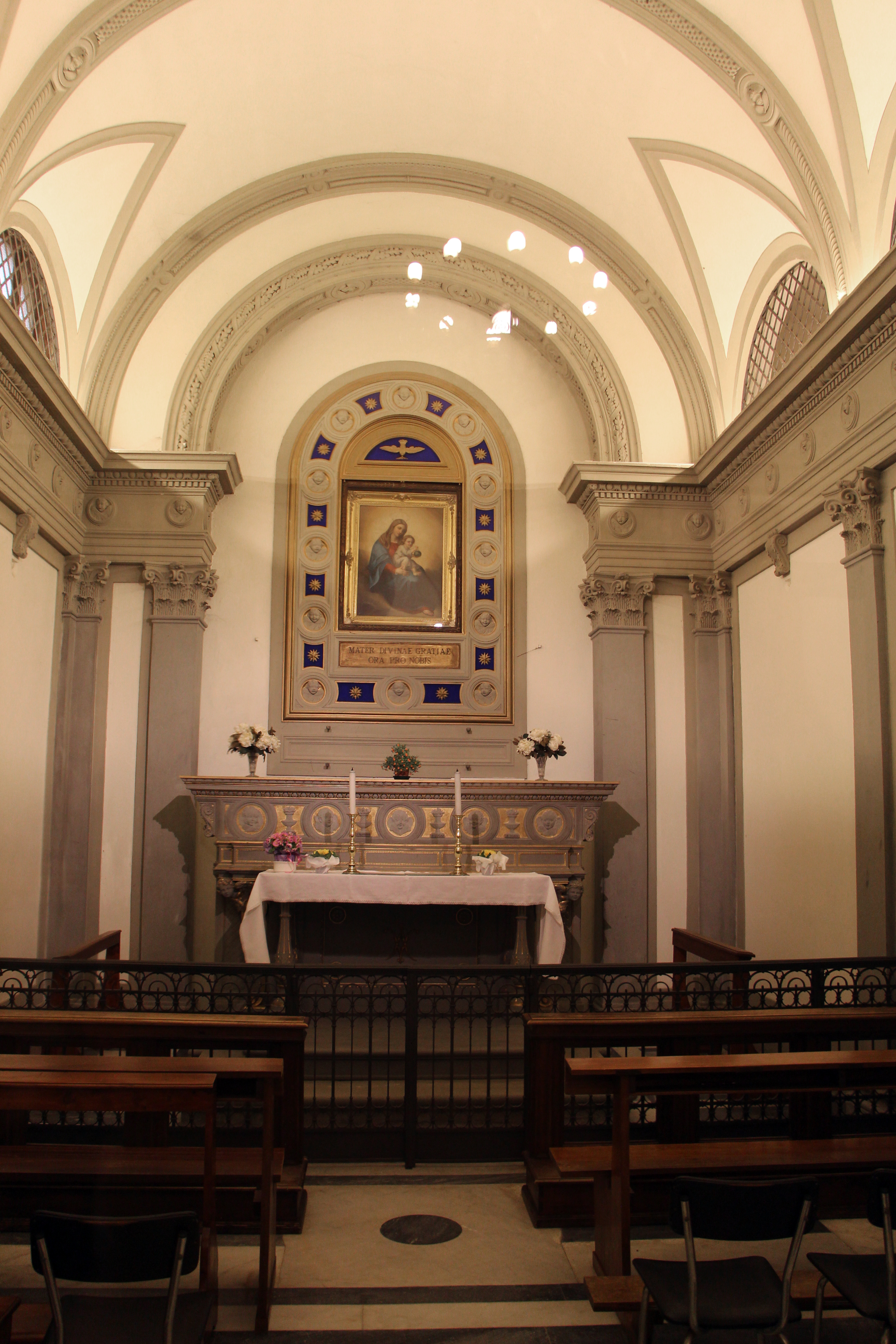
Una cappella

## Opere già a Monticelli
- Pacino di Buonaguida, Albero della Vita, oggi alla Galleria dell'Accademia, Firenze.